# Нова Єрозоліма (Лодзинське воєводство)
Нова Єрозоліма (пол. Nowa Jerozolima) — село в Польщі, у гміні Паженчев Зґерського повіту Лодзинського воєводства.
Населення — 17 осіб (2011).

## Демографія
Демографічна структура станом на 31 березня 2011 року:
|          | Загалом | Допрацездатний вік | Працездатний вік | Постпрацездатний вік |
| -------- | ------- | ------------------ | ---------------- | -------------------- |
| Чоловіки | 8       | 1                  | 6                | 1                    |
| Жінки    | 9       | 3                  | 4                | 2                    |
| Разом    | 17      | 4                  | 10               | 3                    |